# 코닉오토메이션
코닉오토메이션 주식회사(영어: Kornic Automation)는 대한민국의 반도체 제어 소프트웨어 및 스마트팩토리 솔루션 기업이다.

## 같이 보기
- APS (기업)